# Čečelovice
Čečelovice jsou obec v okrese Strakonice v Jihočeském kraji. Žije v ní 192 obyvatel. Ve vzdálenosti devět kilometrů severovýchodně leží město Blatná, čtrnáct kilometrů jižně Strakonice a 26 kilometrů východně Písek.

## Historie
První písemná zmínka o obci pochází z roku 1412. V 15. století obec náležela k Jindřichovicím, jejímž držitelem byl Vlastěj z Kruhu. Od 16. století pak náležela část vsi k hoštickému panství a druhá k Bratronicím. Roku 1654 zde bylo 24 domů, z toho 13 selských gruntů, 3 chalupy, 7 domků a 1 krčma. V roce 1735 zde bylo již 21 selských gruntů. Největšího rozsahu a počtu obyvatel měla obec v roce 1880, kde zde bylo 73 domů a 478 obyvatel převážně české národnosti. Po první světové válce počet obyvatel poklesl kvůli úmrtí mužů na frontě a následně kvůli vystěhovalectví do Severní Ameriky a Argentiny. V roce 1928 byla založena obecní kronika. V roce 1919 byla v obci zřízena obecní knihovna, která byla umístěna v budově školy a občané si zde mohli půjčovati knihy zdarma. Prvním knihovníkem byl místní kronikář a učitel pan Josef Žák.
Po politickém převratu v Československu v roce 1948 byl založen místní národní výbor. Poté začala kolektivizace. Dne 8. srpna 1957 bylo padesáti drobnými zemědělci založeno JZD. Soukromě hospodařit zůstalo 13 zemědělců. Dobytek byl sveden k 1. listopadu 1957. V roce 1958 byla obec elektrifikována. V 60. letech byl vybudován kravín pro 170 kusů dobytka a 2 drůbežárny. V roce 1972 se JZD v Čečelovicích sloučilo s JZD Záboří. V roce 1975 přijalo družstvo posledních 5 soukromě hospodařících rolníků. Od tohoto roku se z důvodů nedostatku financí provedlo jen velmi málo oprav či nových akcí. V září 2002 byla v obci provedena plynofikace. Nedostatek kvalitní vody vedl k nalezení nového zdroje vody a vybudování vodojemu, který byl dokončen v roce 2003 a zásobuje pitnou vodou vesnice Slivonice, Čečelovice a Záboří. V roce 2004 byl opraven obecní úřad, kde bylo zhotoveno chybějící sociální zařízení a opraveny vlhké zdi.

### Školství
Obecná dvoutřídní škola byla v obci založena v roce 1910. Do té doby chodily děti do školy v Záboří. Od počátku založení zde byl řídícím učitelem Josef Žák a učitelem I. třídy byl Václav Kolář. Ručním ženským pracím jako industriální učitelka vyučovala Barbora Šalanská. Do školy chodily děti z Čečelovic a Slivonic. V roce 1913 do školy chodilo 139 dětí – 69 chlapců a 70 děvčat. V roce 1965 byla malotřídní škola zrušena a 15 žáků přešlo do školy v Záboří. Od roku 1974 v budově školy fungovala mateřská škola, která zanikla v roce 1999. Poté byly v budově školy zřízeny byty.

## Obyvatelstvo
| Rok            | 1869 | 1880 | 1890 | 1900 | 1910 | 1921 | 1930 | 1950 | 1961 | 1970 | 1980 | 1991 | 2001 | 2011 | 2021 |
| -------------- | ---- | ---- | ---- | ---- | ---- | ---- | ---- | ---- | ---- | ---- | ---- | ---- | ---- | ---- | ---- |
| Počet obyvatel | 467  | 478  | 477  | 444  | 446  | 462  | 372  | 280  | 268  | 232  | 211  | 180  | 150  | 163  | 178  |
| Počet domů     | 65   | 73   | 78   | 79   | 78   | 77   | 76   | 78   | 71   | 66   | 60   | 74   | 75   | 80   | 82   |

## Obecní správa
Mezi lety 1850–1976 byly Čečelovice obcí v okrese Blatná (1850–1950) a později v okrese Strakonice. Od 1. dubna 1976 do 30. června 1990 patřily jako část obce k Záboří a od 1. července 1990 jsou opět samostatnou obcí.

### Obecní symboly
Znak a vlajka byly obci uděleny rozhodnutím předsedkyně Poslanecké sněmovny Parlamentu České republiky dne 4. října 2012.
Znak má červeno-zelený půlený štít na němž je snížené stříbrné obloukové břevno. Nad ním je skřížená sekera s kosou, obojí stříbrné se zlatými násadami. Dole pod břevnem je v kruhu volný dvojitý, spojený řecký a ondřejský kříž ve zlaté barvě. Vlajku tvoří dva svislé pruhy, červený a zelený. Z dvanácté šestnáctiny žerďového okraje vlajky vychází obloukový bílý pruh s vrcholem v deváté šestnáctině šířky listu. Nad ním kosmo sekera šikmo podložená kosou, obojí bílé na žlutých násadách. Poměr šířky k délce listu je 2 : 3.

## Společnost
V důsledku dvou požárů v roce 1900, bylo v roce 1901 rozhodnuto o zřízení požárního sboru, který jako Sbor dobrovolných hasičů působí v obci dodnes. V roce 1928 byl založen ženský oddíl hasičského sboru v počtu 9 členek. V roce 2004 se stalo nové družstvo hasiček součástí Sboru dobrovolných hasičů v obci.
Dne 27. února 1910 v obci vznikl spolek Spořitelní a záložní spolek pro Čečelovice a okolí, pro který se vžil lidový název Kampelička.
Ženy se scházely v organizaci Český svaz žen, který v současnosti (2021) provozuje svou činnost pod spolkem Ženy.
V roce 1930 byl v obci založen nový spolek pod názvem Místní sdružení republikánského dorostu a o rok později ustanoven další spolek pod názvem Rodičovské sdružení. Oba spolky s pomocí hasičů nastudovaly a sehrály několik divadelních představení pro dospělé i pro děti.